# سیارک ۱۳۰۱۴
سیارک ۱۳۰۱۴ (به انگلیسی: 13014 Hasslacher، نامگذاری:1987WJ1) سیزده هزار و چهاردهمین سیارک کشف شده‌است که در ۱۷ نوامبر ۱۹۸۷ کشف شد.
قدر مطلق سیارک برابر ۱۳٫۰۰ است.